# Соболівська волость (Київська губернія)
Соболівська волость — історична адміністративно-територіальна одиниця Сквирського повіту Київської губернії з центром у селі Соболівка.
Станом на 1886 рік складалася з 6 поселень, 6 сільських громад. Населення — 3972 особи (1933 чоловічої статі та 2039 — жіночої), 409 дворових господарства.
Наприкінці ХІХ століття волость було ліквідовано, поселення увійшли до складу Корнинської (Гнилець, Соболівка) та Ходорківської (Озера) волостей.
|                     | Площа, десятин | У тому числі орної, дес. |
| ------------------- | -------------- | ------------------------ |
| Сільських громад    | 3805           | 3177                     |
| Приватної власності | 5895           | 3164                     |
| Іншої власності     | 124            | 90                       |
| Загалом             | 9824           | 6431                     |

Поселення волості:
- Соболівка — колишнє власницьке село при річці Ірпінь за 50 верст від повітового міста, 1039 осіб, 129 дворів, православна церква, постоялий будинок, водяний млин.
- Гнилець — колишнє власницьке село, 1046 осіб, 120 дворів, православна церква, школа, постоялий будинок, лавка, кінний млин.
- Озера — колишнє власницьке село, 328 осіб, 45 дворів, православна церква, постоялий будинок, кінний млин.